# Slotsholmskanalen
 (septembre 2021).
Si vous disposez d'ouvrages ou d'articles de référence ou si vous connaissez des sites web de qualité traitant du thème abordé ici, merci de compléter l'article en donnant les références utiles à sa vérifiabilité et en les liant à la section « Notes et références ».
Slotsholmskanal (en français : le canal de l'îlot du Château) est un canal navigable situé au cœur du centre-ville historique d'Indre By à Copenhague, la capitale et plus grande ville du Danemark.

## Caractéristiques
Le canal constitue le prolongement de Frederiksholms Kanal et sépare l'île de Slotsholmen de l'île de Seeland. Il commence au pont de Stormbroen et se termine à l'Inderhaven et est traversé par les quatre ponts de Højbro, Holmens Bro, Børsbroen et Christian IV's Bro. Le long du canal se trouvent le musée Thorvaldsen, le palais de Christiansborg, le Børsen, l’église Holmens, la Banque nationale du Danemark et plusieurs ministères du gouvernement du Danemark.